# Brunbandad frossörtsmal
Brunbandad frossörtsmal (Prochoreutis sehestediana) är en fjärilsart som först beskrevs av Fabricius 1776.  Brunbandad frossörtsmal ingår i släktet Prochoreutis, och familjen gnidmalar. Arten är reproducerande i Sverige.

## Bildgalleri

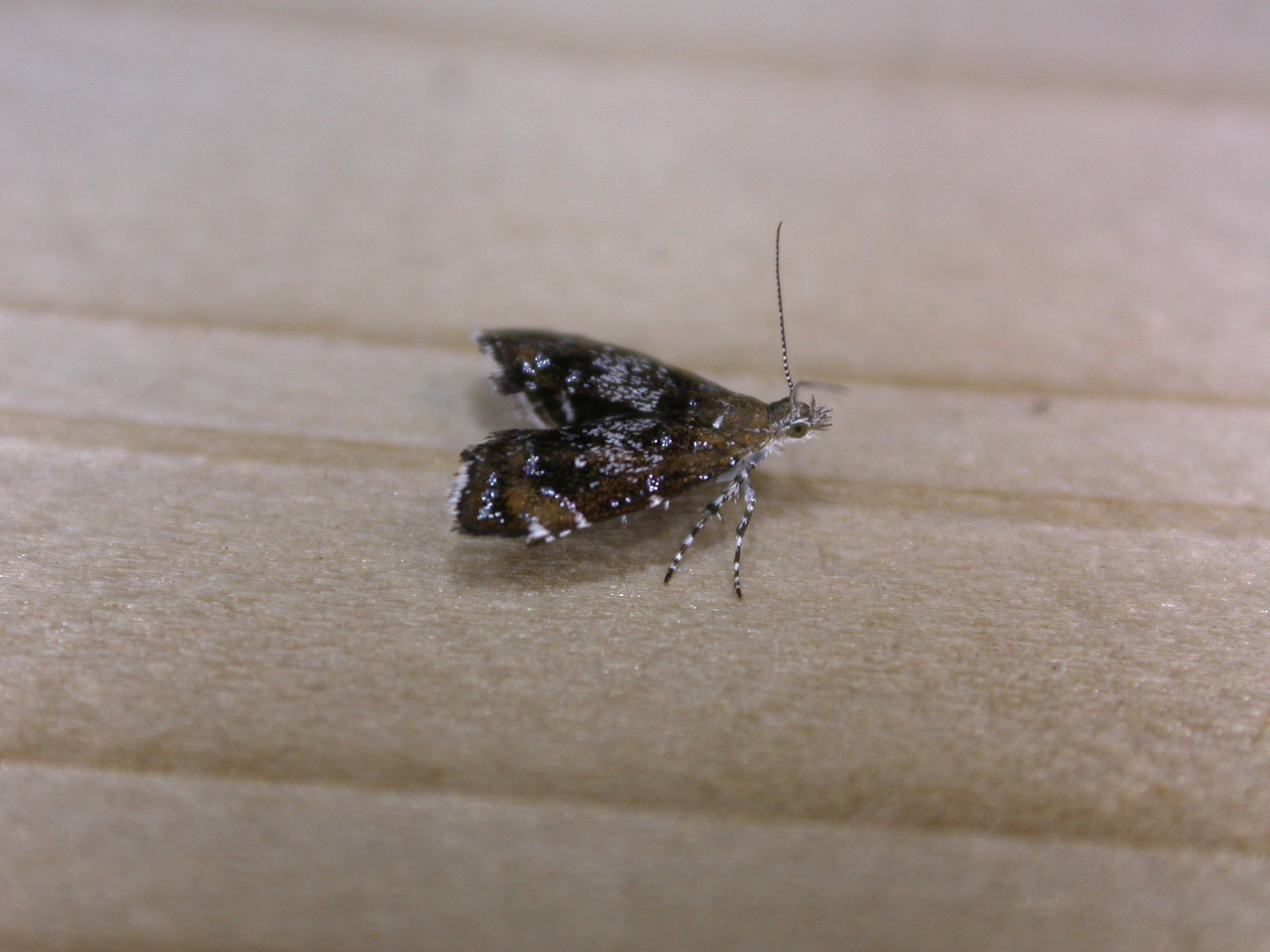